# Lahor
Lahor avagy Láhaur (nemzetközi átírásban Lahore, urdu: لاہور, kiejtve [láhaur], pandzsábi: لہور, kiejtve [lahór]) Pakisztán második legnagyobb városa Karacsi után, Pandzsáb közigazgatási székhelye a Ravi folyó, illetve a Pakisztán és India közti közúti határátkelőhely Wagah közelében.
A pakisztáni történelemben játszott, illetve kulturális, politikai és közoktatási szerepe miatt gyakran nevezik „Pakisztán szívének” is. A Mogul Birodalom öröksége miatt „a mogulok kertje”, „a kertek városa” néven is ismerik.
Az 1998-as népszámlálás szerint Lahor agglomerációjának közel hétmillió lakója volt. A népesség 2015-re elérte a 10 millió főt, ezzel a város Dél-Ázsia tíz, a világ harminc legnépesebb várostömörülése közé került.

## Népesség
A város népességének változása:
| Lakosok száma | 7 129 629 | 10 665 000 | 11 126 285 |
|               | 2010      | 2016       | 2017       |

## Története

### Korai források

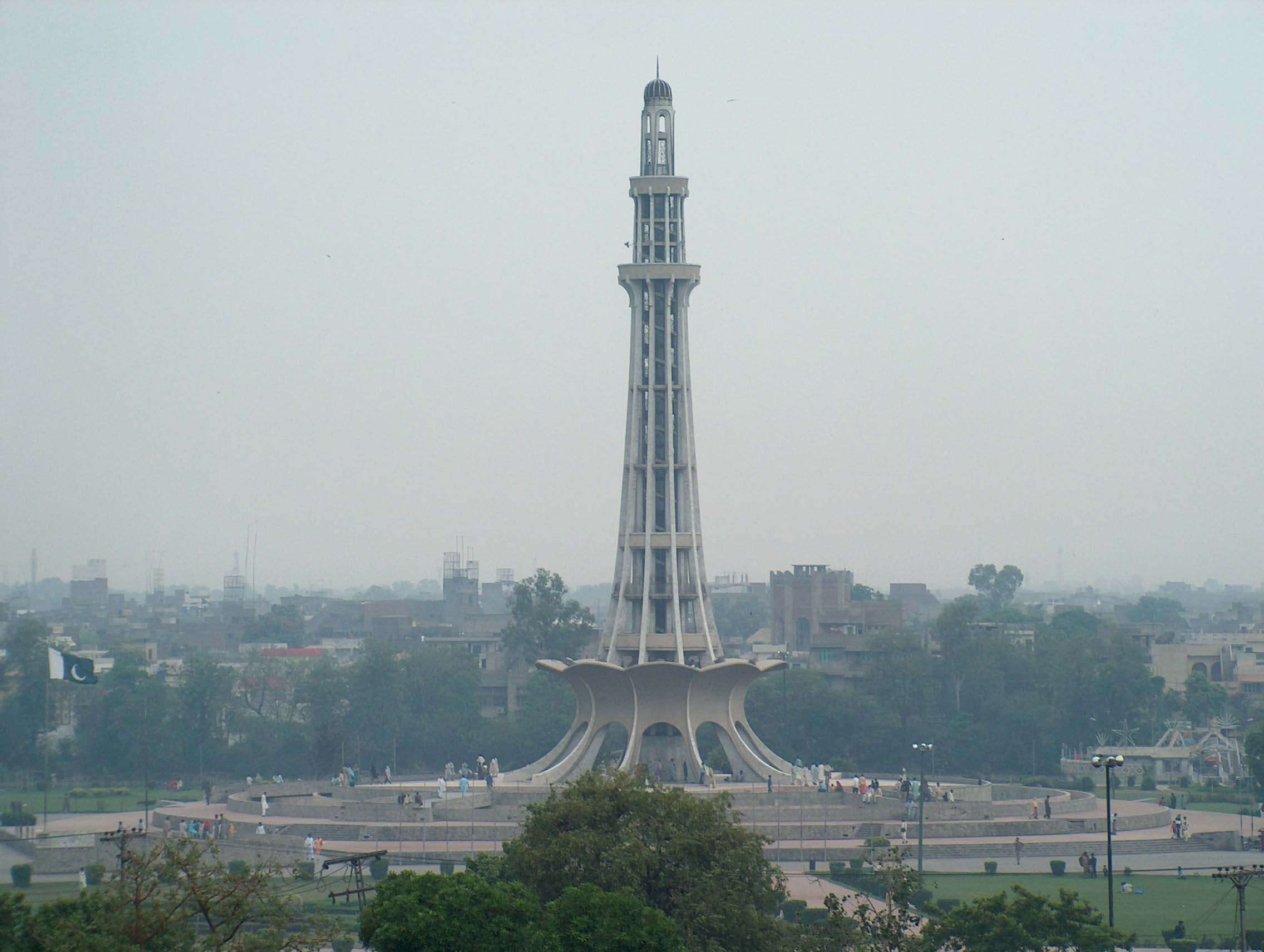
A Minar-e-Pakisztán szimbolikus történelmi helyszín: itt írták alá az Indiai Függetlenségi Nyilatkozatot és a Pakisztán függetlenségéhez vezető lahori határozatot.

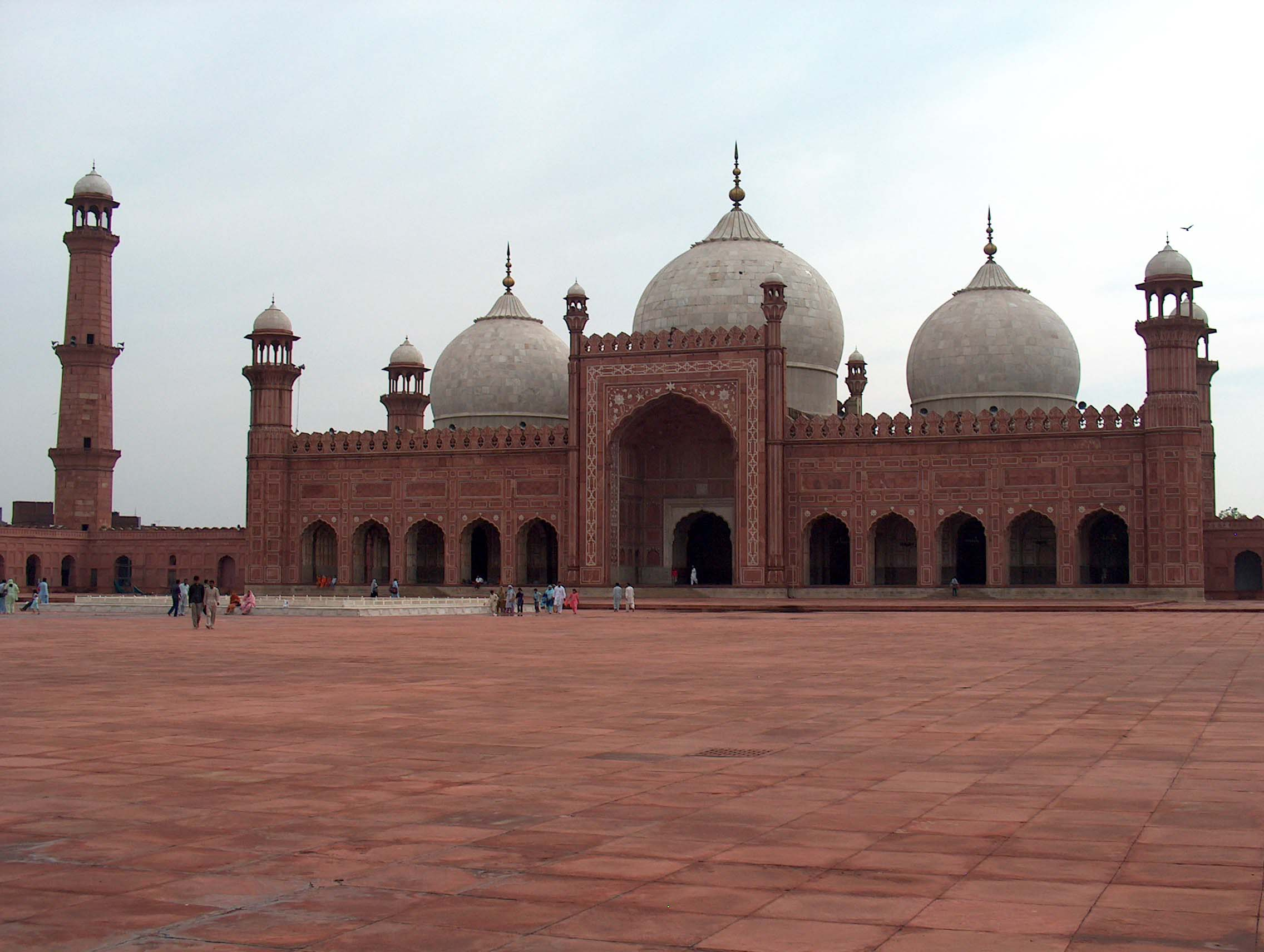
A Badsáhi mecset.

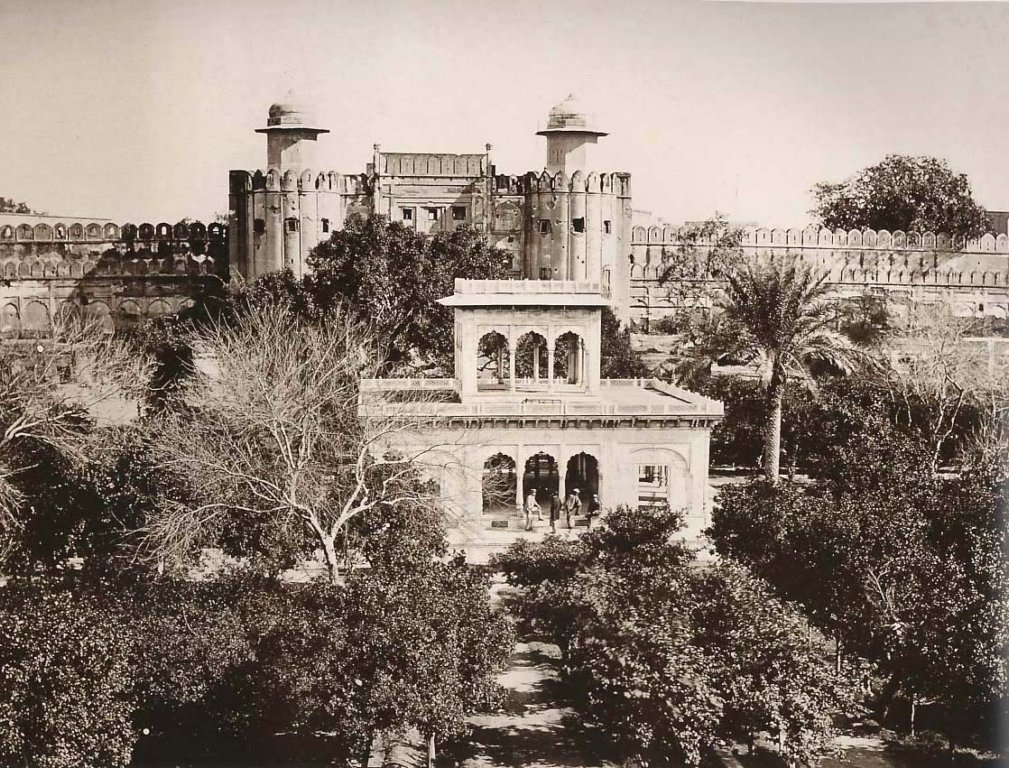
Az Alamgiri kapu, 1870-ben

Ptolemaiosz, a földrajztudós Geographia című művében említ egy Labokla nevű várost félúton az Indus folyó és Palibothra vagy Pataliputra (Patna) közt, amely a Bidasztesz a Szandabal és az Adrisz folyók mentén terül el egy Kasperia nevű területen. Kasperia azonos lehet Kasmírral, Labokla esetleg Lahorral. A várost azonban története folyamán nem csak egy néven ismerték. Egyes vélemények szerint története 4000 évvel ezelőtti időkig nyúlik vissza.
A szájhagyomány útján fennmaradt monda szerint Lahort alapítójáról, Rama hindu isten Lava nevű fiáról nevezték el. A lahori erődben ma is van egy Lavának szentelt templom. Lava nevét úgy is ejtették: Loh, az erőd neve így loh-awar, „Loh vára” volt. Hasonló módon kapta a nevét a hindu Durga istennőről a Ravi folyó.
A legrégebbi autentikus forrás, amely biztosan Lahort említi a 982-ben ismeretlen írt Hudud-al-Alam című földrajzi mű: az ismeretlen perzsa szerző kis shahrként (város) említi Lahort „tekintélyes templomokkal, nagy piacokkal és hatalmas gyümölcsösökkel”. A szerző szerint a házak két fő piac körül csoportosulnak, és a várost sárból épített falak veszik körül.

### A Gaznavidák és a Delhi Szultanátus
A források a 11. századtól szaporodnak meg. 1021-ben Mahmúd al-Gazní uralkodó a Gaznavida birodalom trónjára emelte volt rabszolgáját, Malik Ajazt és Lahort tette a birodalom fővárosává. A várost korábban hosszú ostrom és kemény harc árán foglalta el Mahmúd, amelyek során Lahor leégett és elnéptelenedett. Ajaz újjáépíttette és benépesíttette a várost. Városkapukat húzatott fel és a régi vár romjain 1037 és 1040 között újat építtetett. A ma is létező erőd ugyanazon a helyen áll. Ajaz uralma alatt Lahor tudományos és költészetéről híres kulturális központ lett. Malik Ajaz sírja ma is látható a Rang Mahal üzleti negyedben.

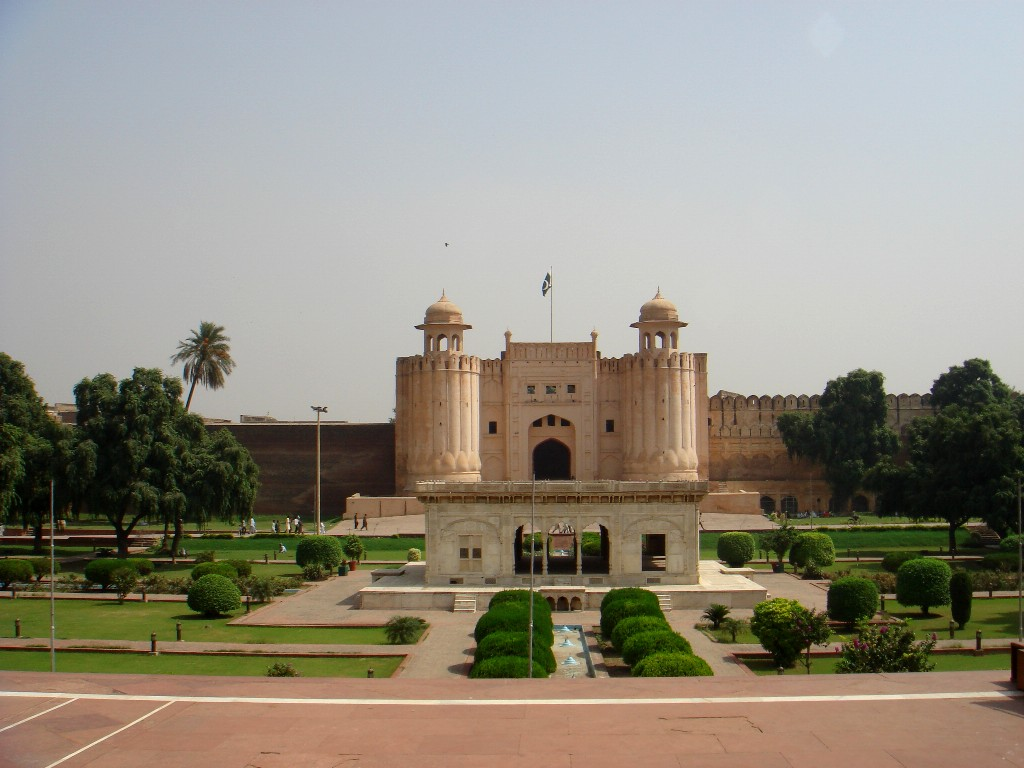
Lahori erőd - az Alamgiri-kapu.

A Gaznavidák bukása után Lahort a Delhi Szultanátus egymást követő dinasztiái kormányozták. 1206-ban Lahorban koronázták meg az állam és egyben Észak-India első szultánját, Kutb-ud-din Ajbakot.

### A mogulok
Lahor 1524-ben vált a Mogul Birodalom részévé, és az is maradt 1752-ig. Egy rövid időszak során, 1584 és 1598 közt - Nagy Akbár uralkodása idején - a birodalom fővárosa volt. Az építészet terén a város a mogulok idején élte fénykorát, amelynek nyomait ma is őrzi.
Akbár idejében épült a hatalmas lahori erőd, amelyhez Akbár fia, Dzsahángír - aki a városban van eltemetve - számos épületet adott hozzá. Az ő utóda, Sáh Dzsahán, aki Lahorban született, folytatta az építkezést az erődben és a városban, ő építtette többek közt a világörökségbe tartozó Salimár-kerteket. A nagy mogulok közül az utolsó, Aurangzeb, aki 1658 és 1707 között utalkodott, szintén nagy építő volt: az ő idejében épültek a város leghíresebb építészet emlékei, a Badsáhi mecset és az erődhöz tartozó Alamgiri-kapu.

### A mogulok után
A 18. század folyamán, amikor a mogul hatalom lehanyatlott, a város gyakran cserélt gazdát. Az 1747-ben alapított Afgán Birodalmon belül Lahor szuba, tartomány volt, amelyet saját udvarral rendelkező tartományúr irányított. Az 1740-es évek kaotikusak voltak. 1745 és 1756 közt kilenc kormányzó váltotta egymást. Az egymással is harcoló szikh csoportok, kihasználva a zűrzavart, uralmuk alá vontak egyes területeket. 1799-ben azonban a vetélkedő szikh miszlek egyesültek és Randzsit Szingh maharadzsa uralma alatt szikh államot alapítottak.

### A brit uralom
A második, döntő brit-szikh háború (1848 - 1849) után Lahor a Brit Birodalom fennhatósága alá került. Száz évig tartó uralmuk alatt a britek lahori építkezéseik során vegyítették a mogul, a gót és a viktoriánus stílusokat. Lahorban a GPO és a YMCA épületek készültek Viktória királynő aranyjubileumára, amelyet Indiaszerte óratornyok és emlékművek építésével ünnepeltek.
Az első magyar, akiről tudjuk, hogy Lahorban járt, Kőrösi Csoma Sándor volt (de Kőrösi nem írta le lahori élményeit).
A második magyar Schöfft József Ágoston magyar festő 1839-42 között megfestette óriási képen az Sikh uralkodóház tagjait, és akkoriban Indiában Kőrösi Csoma Sándorral is találkozott és lerajzolta.

## Földrajz

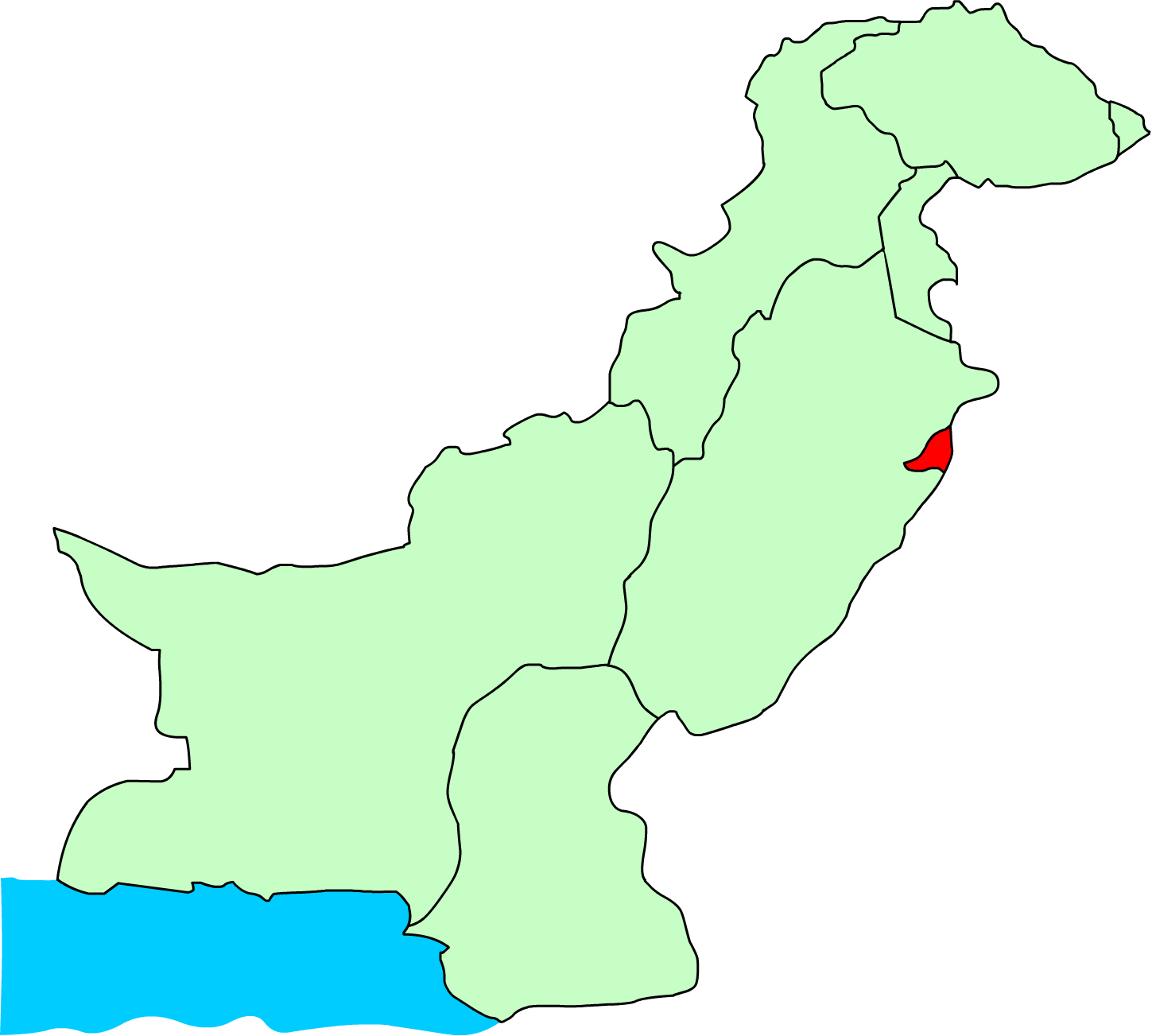
Lahore elhelyezkedése Pakisztánban.

Lahor az indiai határ mellett fekszik, a Ravi folyó partján.

### Éghajlat

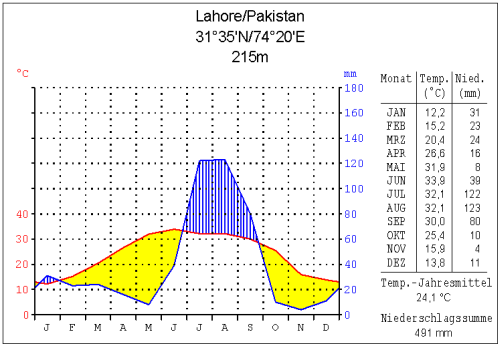
éghajlat

Lahor éghajlatára jellemző, hogy a monszunesőzések beállta előtt, májustól júliusig a hőmérséklet 40 °C körül mozog. Augusztustól októberig tart a monszun évszaka. A leghidegebb hónapok a december, január és február, amikor általában 20-22 fok a csúcshőmérséklet, de mélyen ez alá is zuhanhat.
A legmagasabb hőmérsékletet, árnyékban 48.3 °C-ot Lahorban 1921. június 6-án mérték, és ugyanekkora hőséget jeleztek a hőmérők 2007. június 9-én is. (A napsütésben ekkor 55 °C volt a hőmérséklet. A legalacsonyabb mért hőmérséklet az 1931 és 2002 közti időszakban -2.2 °C volt, a legmagasabb éves csapadék 1317,5 milliméter.
| Hónap                         | Jan. | Feb. | Már. | Ápr. | Máj. | Jún. | Júl. | Aug. | Szep. | Okt. | Nov. | Dec. | Év   |
| ----------------------------- | ---- | ---- | ---- | ---- | ---- | ---- | ---- | ---- | ----- | ---- | ---- | ---- | ---- |
| Rekord max. hőmérséklet (°C)  | 27,8 | 33,3 | 37,8 | 46,1 | 48,3 | 47,2 | 46,1 | 42,8 | 41,7  | 40,6 | 35,0 | 30,0 | 48,3 |
| Átlagos max. hőmérséklet (°C) | 19,8 | 22,0 | 27,1 | 33,9 | 38,6 | 40,4 | 36,1 | 35,0 | 35,0  | 32,9 | 27,4 | 21,6 | 30,9 |
| Átlagos min. hőmérséklet (°C) | 5,9  | 8,9  | 14,0 | 19,6 | 23,7 | 27,4 | 26,9 | 26,4 | 24,4  | 18,2 | 11,6 | 6,8  | 17,9 |
| Rekord min. hőmérséklet (°C)  | −2,2 | 0,0  | 2,8  | 10,0 | 14,0 | 18,0 | 20,0 | 19,0 | 16,7  | 8,3  | 1,7  | −1,1 | −2,2 |
| Átl. csapadékmennyiség (mm)   | 23   | 29   | 41   | 20   | 22   | 36   | 202  | 164  | 61    | 12   | 4    | 14   | 629  |
| Havi napsütéses órák száma    | 219  | 215  | 246  | 277  | 308  | 269  | 228  | 235  | 266   | 290  | 260  | 223  | 3034 |
| Forrás: PMD                   |      |      |      |      |      |      |      |      |       |      |      |      |      |

## Oktatás

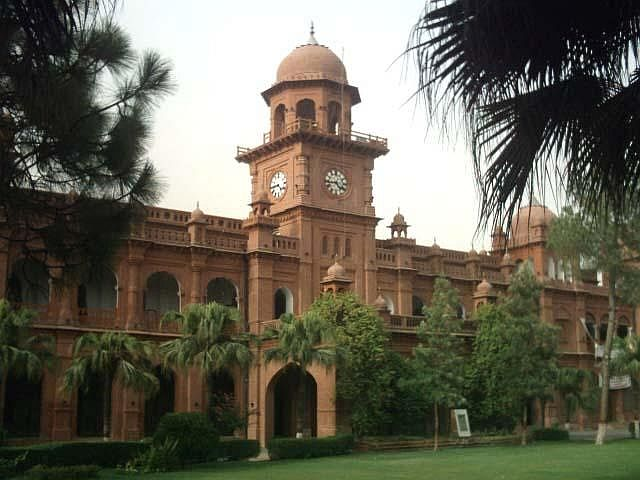
A Pandzsábi Egyetem régi épülete.

Lahort Pakisztán oktatási fővárosának is nevezik: több főiskolának és egyetemnek ad otthont, mint az ország bármely másik városa. Legtöbb egyetem állami, de vannak magánegyetemek is.

## Közlekedés

### Közúti
Lahorban ér véget az 1997-ben épített M2-es autópálya, amely Iszlámábádot köti össze a várossal.

### Vasúti
A pakisztáni vasúthálózat központja Lahor.

### Légi

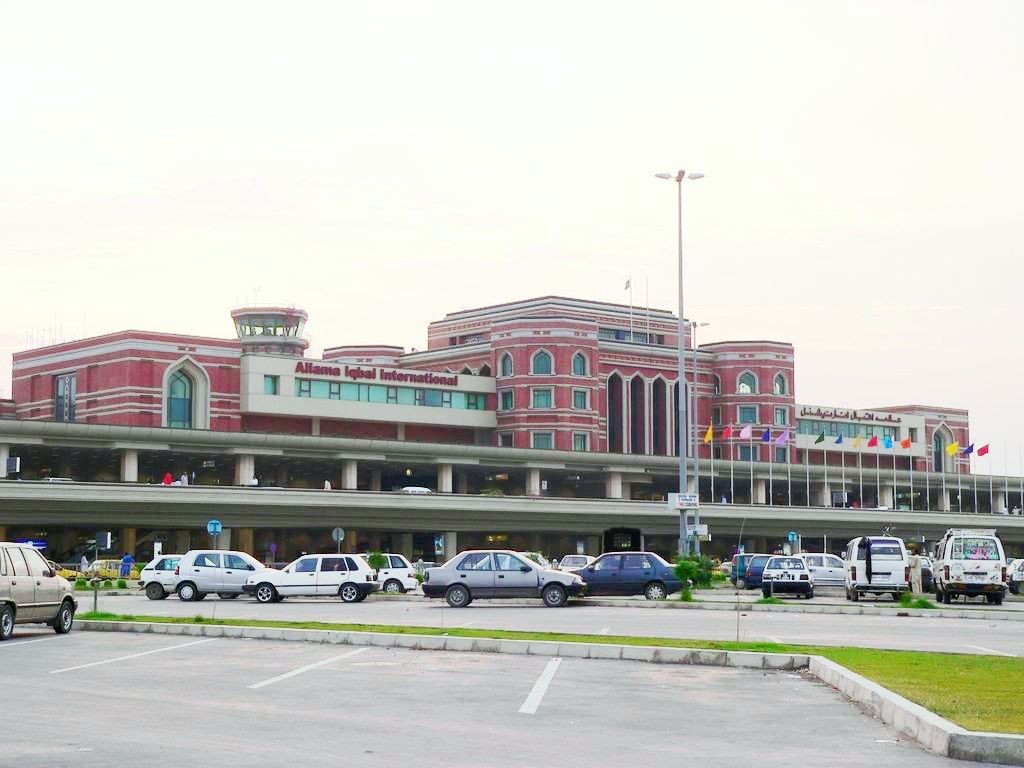
Az Allama Iqbal nemzetközi repülőtér

Nemzetközi repülőtere az Allama Iqbal nemzetközi repülőtér.

## Filmipar
Lahorban van a pakisztáni filmipar fellegvára, amelyet Hollywood és Lahor kezdőbetűje összevonásával Lollywoodnak becéznek. A pakisztáni filmipar az indiaival ellentétben krízisben van. Kevés filmet készítenek az országban.

## Testvértelepülések
- Szerbia Belgrád, (2007).[8]
- Törökország Isztambul, (1975).[9][10]
- Észak-Korea Szarivon, (1988).[9]
- Kína Hszian (1992).[9][10]
- Belgium Kortrijk (1993).[9]
- Marokkó Fez (1994).[9][10]
- Spanyolország Córdoba, (1994).[9][11]
- Üzbegisztán Szamarkand, (1995).[9]
- Irán Iszfahán, (2004).[9]
- Irán Mashad, (2006).[9][10]
- Skócia Glasgow, (2006).[9][10]
- USA Chicago (2007).[9][12][13]
- Tádzsikisztán Dusanbe,[10]
- USA Fresno[10]

## Sport
A városban van a pakisztáni labdarúgó-szövetség székhelye. Ugyancsak itt található az ország egyik legjelentősebb krikettstadionja, a Kadhafi Stadion is. Lahor a székhelye a világ legerősebb krikettbajnokságai közé tartozó Pakistan Super League egyik csapatának, a Lahore Qalandarsnak.

## Magyar vonatkozások
- Itt hunyt el 1941. december 5-én Amrita Sérgil magyar születésű festőművész.